# Bulbophyllum crocodilus
Bulbophyllum crocodilus är en orkidéart som beskrevs av Johannes Jacobus Smith. Bulbophyllum crocodilus ingår i släktet Bulbophyllum och familjen orkidéer. Inga underarter finns listade i Catalogue of Life.